# Alarm Call
Alarm Call is een nummer dat is opgenomen door de IJslandse zangeres Björk voor haar derde studioalbum Homogenic (1997). Het werd uitgebracht als de vierde single van het album, met een piek op nummer 33 in het Verenigd Koninkrijk. De versnelde radiobewerking van het nummer werd gebruikt in de film The Mod Squad uit 1999.

## Achtergrond
Het nummer, oorspronkelijk getiteld "Jacko" op de Homogenic demo-tape, spreekt van opnieuw ontwaken door middel van muziek. Björk legde uit: "Ik denk dat muziek de kracht heeft om de dingen te veranderen, en dat is wat ik wilde laten zien op Alarm Call". Het is de enige single van Homogenic die niet op Greatest Hits (Björk) stond.